# Lycée Pasteur
Lycée Pasteur o Escuela de secundaria Pasteur es una escuela pública de segundo ciclo de segundo grado ubicada en Neuilly-sur-Seine. Está equipado con Clases preparatorias a las grandes escuelas y constituye, con el colegio establecido dentro de sus muros, un complejo escolar. Lleva el nombre del científico Louis Pasteur.
Construido a partir de 1912 y terminado en el verano de 1914, el edificio fue requisado al inicio de la Primera Guerra Mundial y albergó un hospital creado por el Hospital Americano de París, también ubicado en Neuilly, y que se mantendría durante toda la guerra.

## Alumnos notables
- Michel Blanc, un actor, escritor y director francés
- Lucas Bravo, un actor y modelo francés